# Bet365 Stadium
Bet365 Stadium (dříve znám pod názvem Britannia Stadium) je fotbalový stadion nacházející se v anglickém městě Stoke-on-Trent. Stadion je domovským stánkem ligového klubu Stoke City FC. Byl otevřen v roce 1997 a tehdy nahradil stadión zvaný Victoria Ground, kde hrálo Stoke City od roku 1878. Stadión má kapacitu 28 387 diváků (v současnosti je snížena na 27 902).
Nejvyšší návštěva byla zaznamenána proti Evertonu v rámci FA Cupu v roce 2002, když bylo vyprodáno. Po smrti Stanleyho Matthewse byl jeho popel nasypán pod středový kruh. Od sezóny 2016/17 se stadion jmenuje podle nového sponzora bet365 Stadium.